# 廣東麻雀

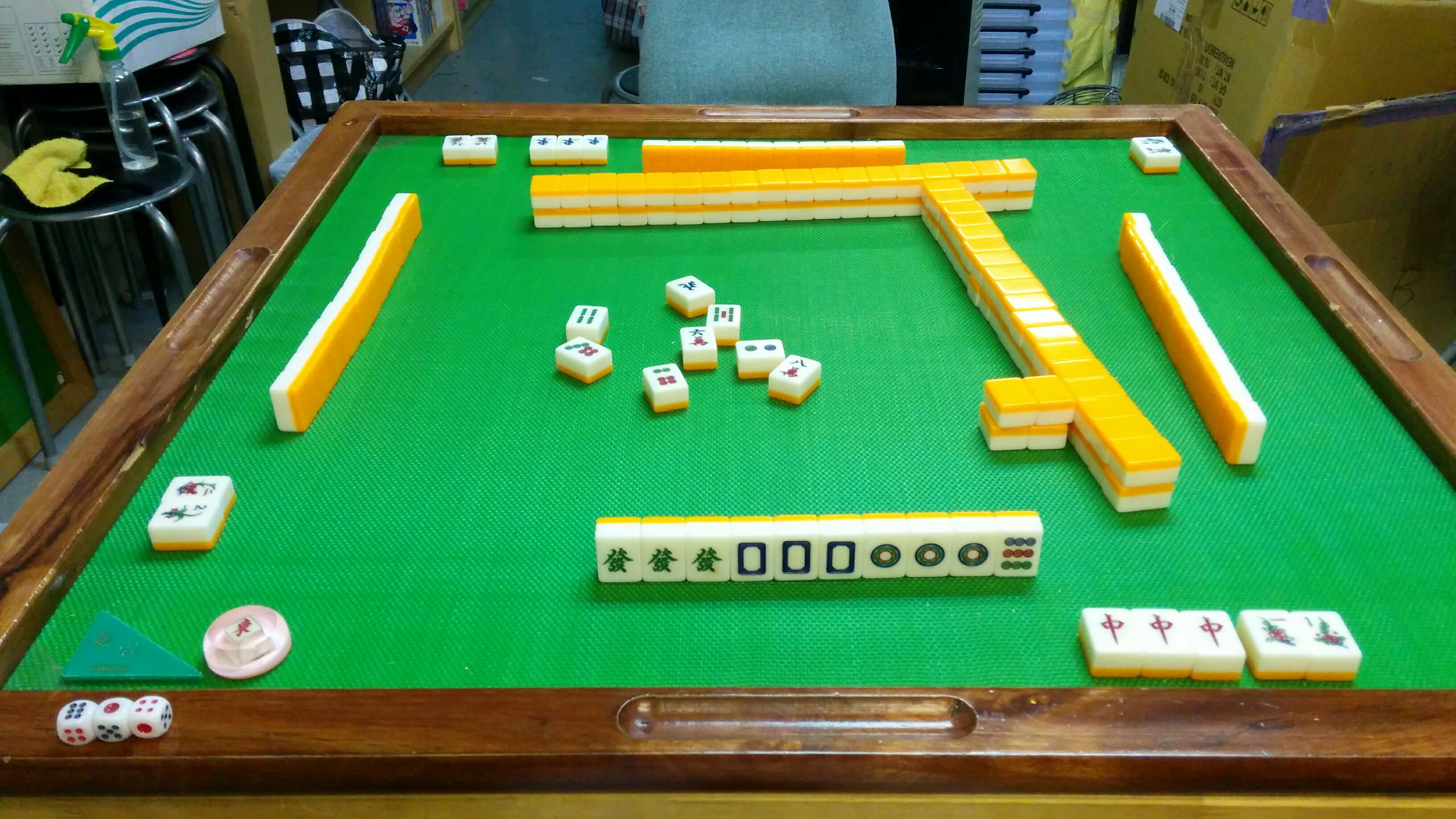
摸打中的廣東麻雀

廣東麻雀，另稱「新章」，為十三張麻雀的其中一個區域性變體，其食糊方式比香港麻雀（另稱「清章」或「舊章
」）更多，包含「六獨」、「十八番」及「無奇不有」牌型，近年來部分玩家更加添日本麻雀及臺灣麻將的食糊方式，使之更為豐富。
採用廣東麻雀的電腦遊戲有《明星三缺一》系列的13張廣東麻雀、《神來也》13張廣東麻雀等。

## 起源

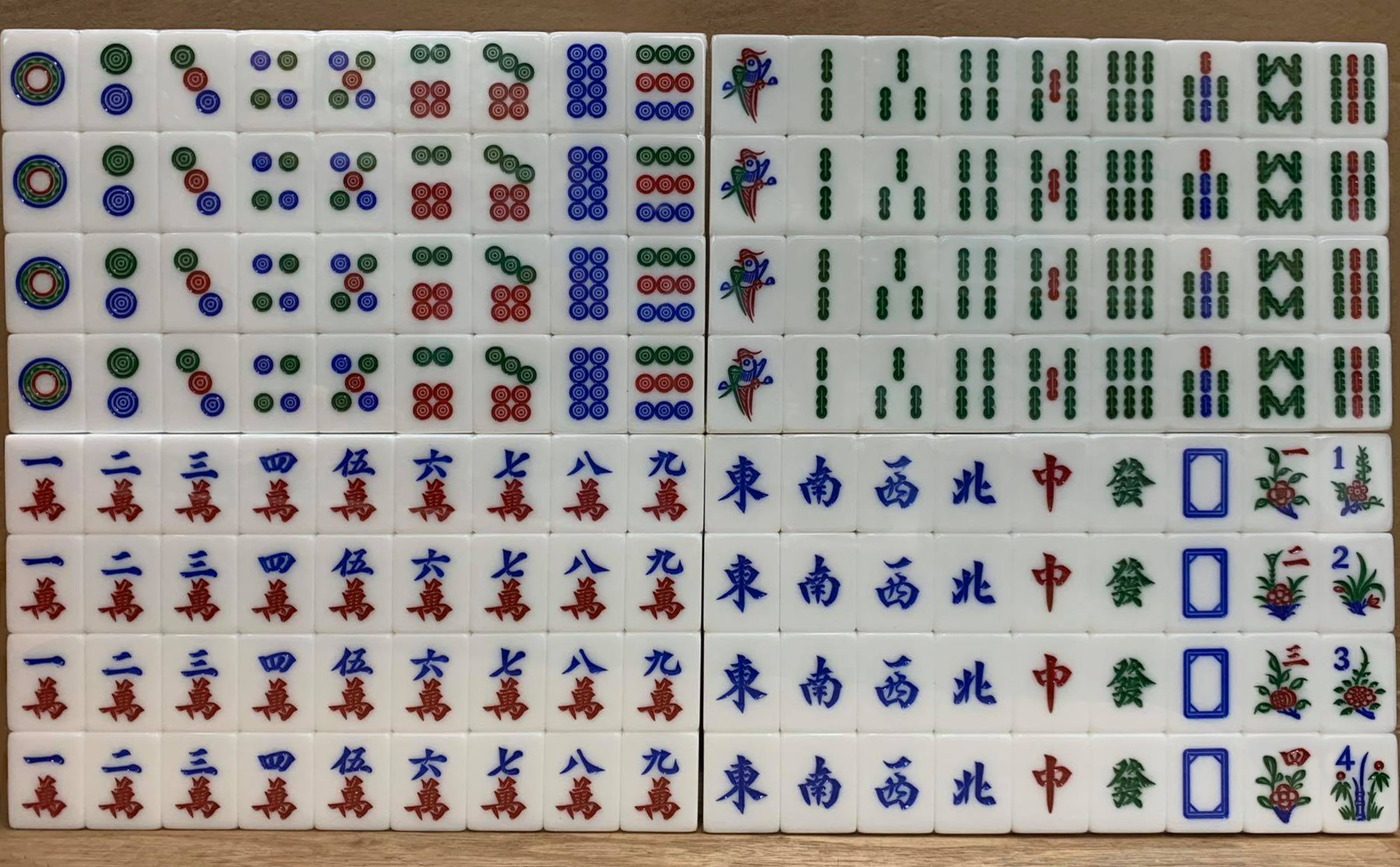
一副完整的廣東麻雀牌

現代麻雀由老章麻雀演化而成。經演化後有所謂「清章」的打法。
廣東麻雀本身指的是十三張麻雀中的清章打法，即最純粹的現代麻雀打法。牌型一如香港麻雀，只有十分純粹的食糊方式，如對對糊、混一色等。到了後來，人們開始在清章麻雀上加添不同的食糊方式，先是六獨，再是十八番和無奇不有。將上述三者加起來，連同清章的原來打法，就形成了新章麻雀。而這個由廣東人發明的新章打法就順理成章成為「廣東麻雀」。
另外，雖然香港麻雀仍然維持傳統的清章打法，但因時興加添「三番起糊」及「摸到尾」（即不保留尾墩）的規則，也增加了新章的某些牌種（如十八羅漢），所以現時香港麻雀事實上是「新派清章」，以別於「新章」打法。

## 流程

牌牆、門風及行牌順序示意圖

開始前，首先要準備一副完整的現代麻雀牌，包括：一至九筒、一至九索、一至九萬，以及東、南、西、北、中、發、白這七隻番子，上述每款牌有四張。另外還要兩臺花，通常爲：春、夏、秋、冬；梅、蘭、菊、竹。也有較罕見的牌子爲：琴、棋、書、畫；漁、樵、耕、讀。其中春、梅、琴、漁代表東位；夏、蘭、棋、樵代表南位；秋、菊、書、耕代表西位；冬、竹、畫、讀代表北位。

### 選擇座位
選擇座位的做法有多種，較簡單的做法就是在麻雀牌中拿出風牌「東、南、西、北」各一張向下放置，讓四名玩家每人抽一張，並按結果坐在其「風位」（又稱「門風」）上。門風以逆時針計算，與指南針剛好相反。比如某玩家坐在東位，那麼他的右邊是南位，左邊爲北位，對面則是西位。此外，麻雀的行牌依「東→南→西→北→東……」順序進行，因此自己左邊的玩家是上家，右邊的則是下家，對面的就是對家。

### 洗牌、疊牌
入坐以後，四名玩家須把所有牌牌面向下放在桌上，再把桌上的牌隨機攪動一段時間，直到牌子都洗勻為止。然後，每人把其中36張牌上下排成18棟，每棟兩張，打橫排好，並推開一段距離。當四人完成後，所有牌在牌桌排得就像一個圍牆，故這些牌亦被稱為牌牆或牌山。

### 開門、配牌

每人都拿了12張牌後，莊家（東位）就會跳牌，拿取圖中暗藍色的兩張牌。南位、西位、北位的玩家則在莊家跳牌後順序拿下一張牌

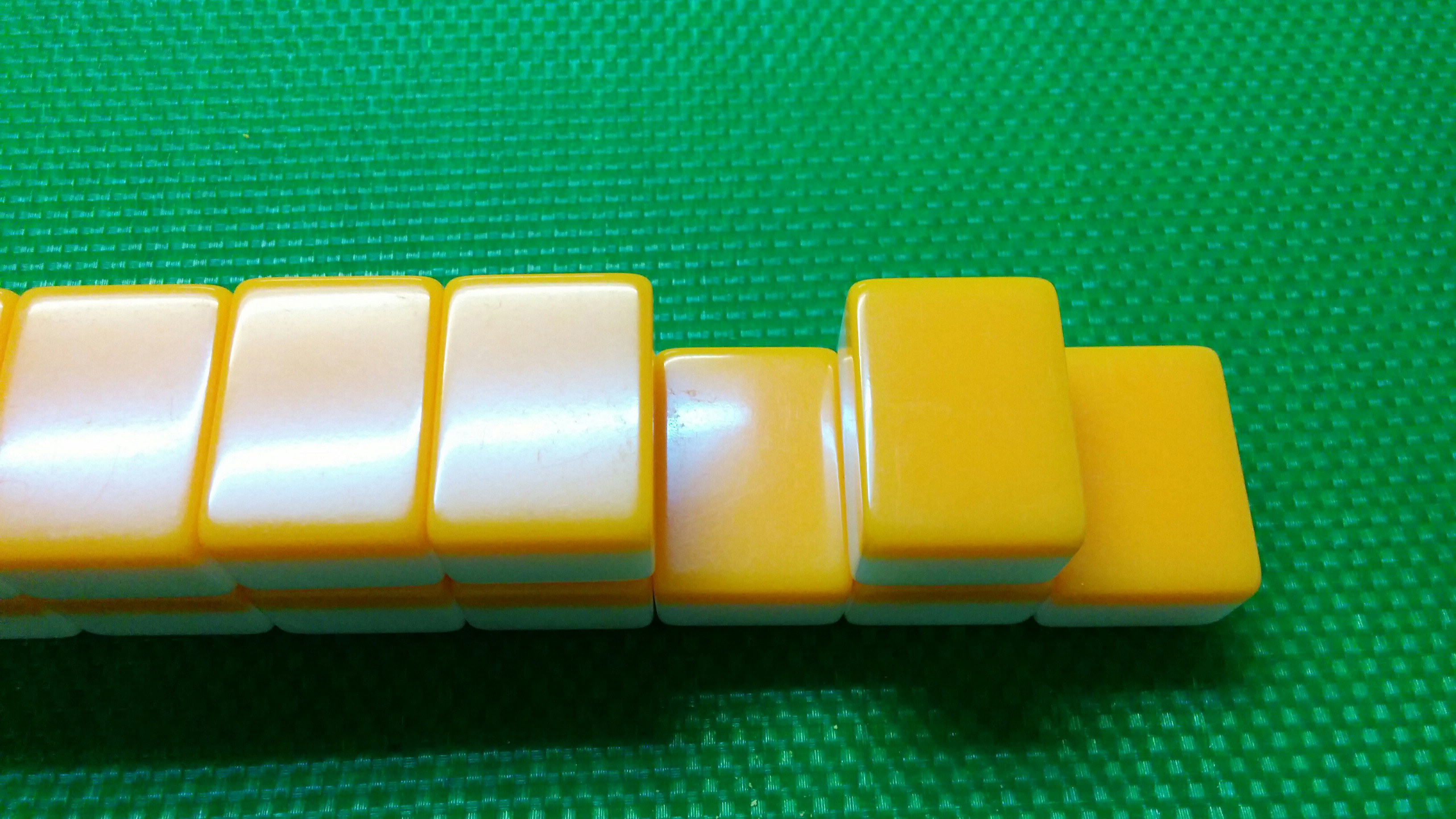
莊家跳牌後，南位、西位、北位的玩家還未拿取牌張的牌牆

莊家即每局的東家，而其餘三家則稱爲閒家。莊家的地位高於閒家，如莊家涉及輸贏，其份額可能較閒家大。但香港麻雀一樣大小。開門方位則由擲骰決定。骰子應當爲顯示了一點至六點的六面骰。
開始時，現代的做法是先由莊家擲三顆骰子決定開門方位——以自己作「1」，按逆時針順序數起。擧例說，假如莊家（東位）擲出8點，他要先以自己作「1」，逆時針順序數至8，停在北位（上家）之上。
- 如骰子數目是1、5、9、13、17，即爲莊家自己；
- 如骰子數目是2、6、10、14、18，即爲下家；
- 如骰子數目是3、7、11、15，即爲對家；
- 如骰子數目是4、8、12、16，即爲上家。

決定開門方位後，由開門人再擲三顆骰，以決定跳過的數目，然後跳過相應的棟數取牌。擧例說，假如開門人（北位）擲骰結果是11，莊家（東位）得從北位（上家）的牌牆中開始處跳過11棟牌開門，由第12棟開始拿起，進行配牌。要留意的是，從牌牆數牌、摸牌的順序是順時針方向，與行牌次序剛好相反。初學者常常會弄錯方向，因此而拿錯牌。玩家應牢記「逆時針行牌，順時針摸牌」這個規定。
若只有一顆六面骰，則可以按舊時的做法：先由莊家擲那一顆骰子決定開門方位，並記住擲骰的結果。再由開門人擲第二次顆子，得出的點數跟第一次擲骰結果相加，就是開門時跳過的數目。擧例說，莊家先擲出4，即在北位（上家）開門。然後北位玩家再擲骰，擲出5。由於 4 + 5 = 9，於是莊家須在北位的牌牆中開始處跳過9棟牌開門，由第10棟開始拿起，進行配牌。
配牌時，每人會一次拿兩棟，即四張，然後到下家配牌，直到每人都有12張為止。如果拿到超過第18棟，則銜接到上家的牌牆，保持順時針方向繼續配牌。接着，莊家就會跳牌，在牌牆頭頂拿一張，跳過一棟，再拿一張，之後每位閒家拿一張。最終莊家就會有14張牌，而閒家就會有13張。
配好牌後，各玩家可以分類整理手中的牌，整齊排列，審視牌勢。如此時手中已有花牌，則須補花，即是從牌牆的尾端取牌，取牌數與花牌數一致。首先由莊家補花，如補上花牌，可繼續補。接着再由南家、西家、北家依次補花。

### 行牌

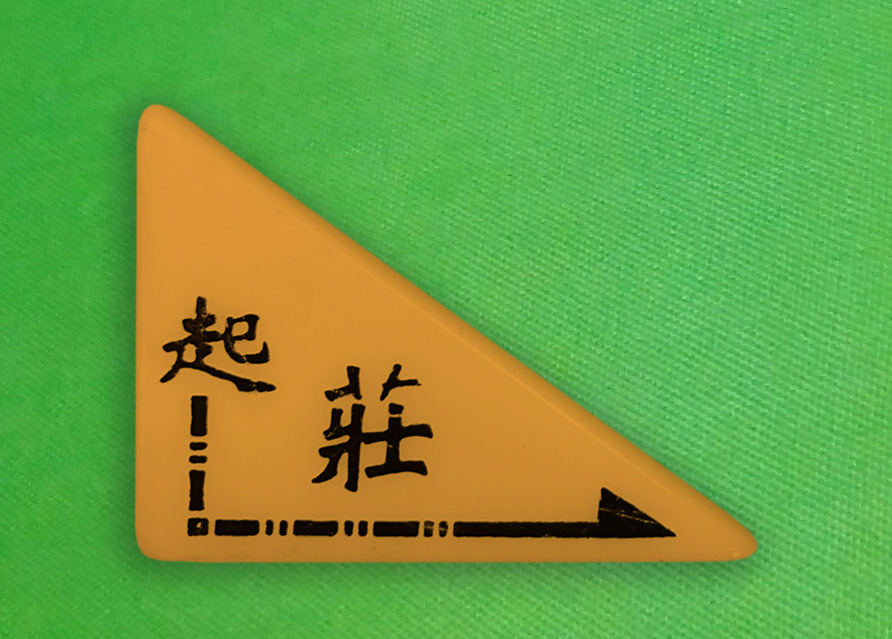
標示全圈起風位置的起莊牌

完成理牌、補花的步驟後，由莊家開始，依逆時針次序，每位玩家均按照以下程序行牌，直到牌局結束：
1. 從牌牆裏摸一張牌（莊家跳牌的程序實際上是拿好13張牌加第一次摸牌，所以莊家起手時會跳過這步驟）；
2. 如果上家棄置的牌，能跟自己手上的牌組成順子、刻子或槓子，可以不從牌牆裏摸牌，改爲把該棄牌拿到自己面前，並翻開該組順子、刻子或槓子；
3. 如果手牌已完成食糊牌型，可選擇喊叫「自摸」食糊，牌局結束；
4. 選擇加槓或暗槓，槓後均須即時在牌牆尾端補牌；
5. 摸到花牌後，不論是否與自己的風位（門風）配合，都要翻開，並立即在牌牆尾端補牌；
6. 打出一張牌。（被打出的牌子稱爲「棄牌」。）

但遇到以下情況時，可以打斷原來的行牌順序：
1. 其他玩家的棄牌能跟自己手上的牌組成刻子，可選擇喊叫「碰」，把別人打出的牌拿到自己面前，並翻開該組刻子，接着打出一張牌；
2. 其他玩家的棄牌能跟自己手上的牌組成明槓的槓子，可選擇喊叫「槓」，把別人打出的牌拿到自己面前，並翻開該組槓子，接着從牌牆尾端補牌，再打出一張牌；
3. 其他玩家「出銃」，即是他的棄牌能跟自己的手牌組成食糊牌型，可選擇喊叫「食糊」，牌局結束；
4. 其他玩家槓牌時，若該牌能跟自己手上的牌組成食糊牌型，則可選擇搶槓並食糊，牌局結束。但若其他玩家是暗槓，則只有十三幺才可以搶暗槓。

若行牌順序被打斷，但牌局未結局，那麼打斷者打出其棄牌後，繼續依逆時針次序，輪到其下家行牌。
由莊家行牌起，至北位玩家完成行牌，稱爲「一巡」。以包含8張花牌的全副144張麻雀來計，若過程中沒有人上、碰、槓牌，一局裏應當有24巡。根據一般的規則，在同一巡中，若有其他玩家打出能讓自己食糊的牌子，但自己放棄了食糊，則在該巡內有另一名玩家打出同一張牌時，也不可以喊食糊，只能靠自摸，或等待其他玩家打出另一張不同的可食糊牌子。
若牌局結束，則計算各玩家得分加減，然後開始下一局，直至一雀完成（或至少完成該圈）。

### 雀、圈、局

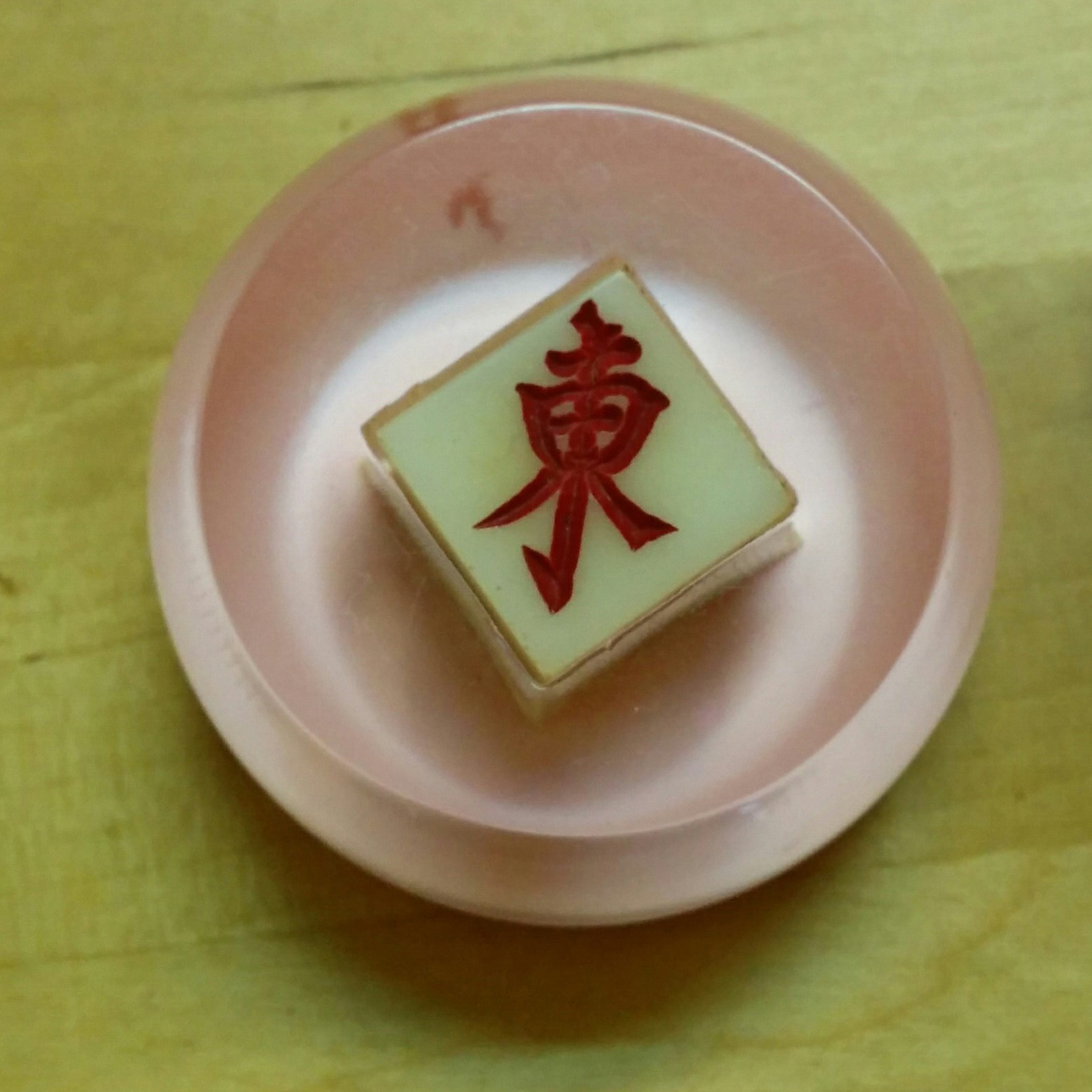
圈風器，顯示着東圈

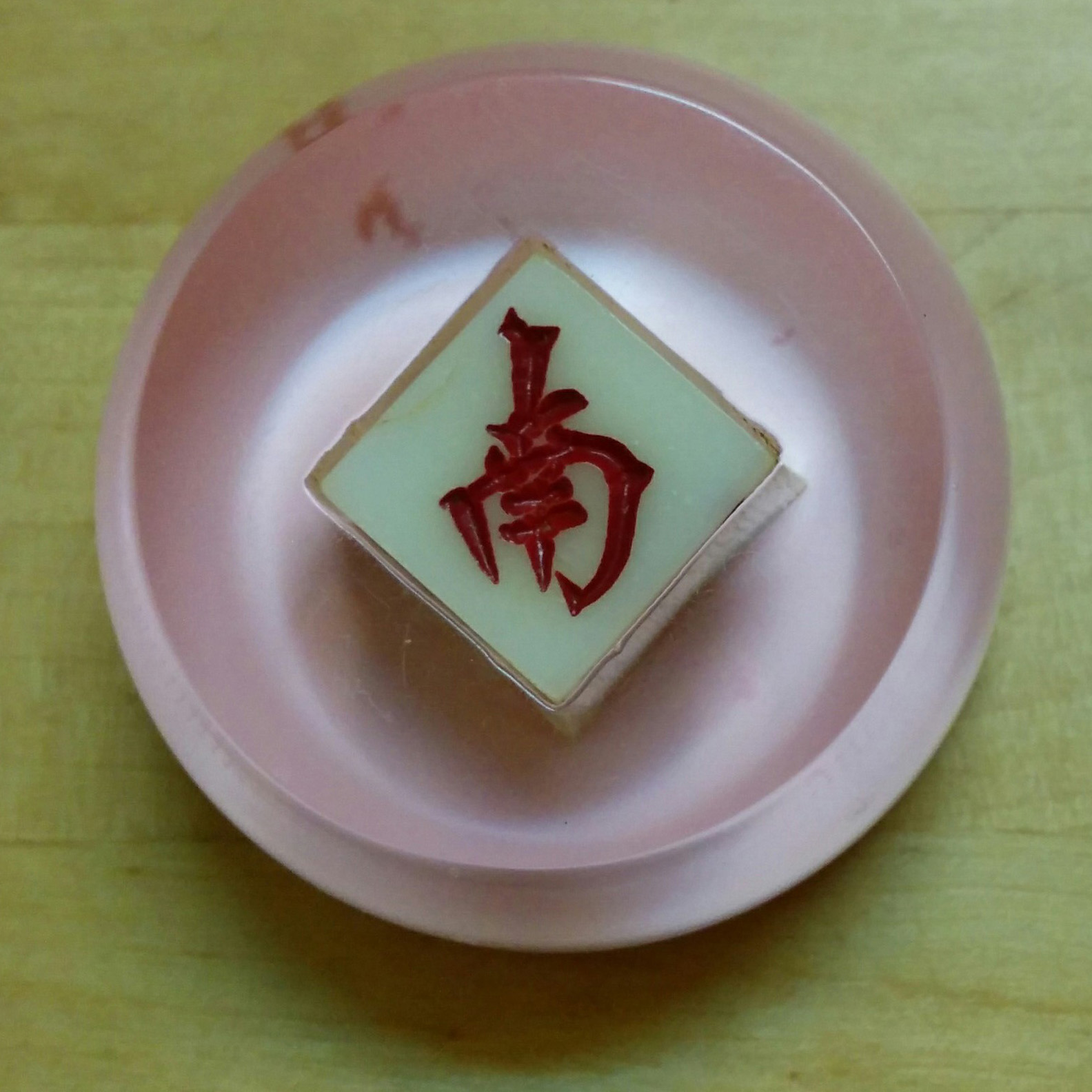
進入南圈，「南」字朝上

正常的麻雀遊戲，以一雀爲基本單位。一雀裏有四圈，順序爲東圈、南圈、西圈、北圈。而每圈裏預設有四局。第一局比賽稱爲東圈東局（口語裏會省略末尾的「局」字），由東位的玩家擔任莊家。爲清楚計，玩家會把起莊牌與顯示着「東」的圈風器放在第一局東位玩家前方。若該局由閒家勝出，該局完結後，就會由本來坐在南位的玩家擔任莊家，稱爲「過莊」，下一局就會是東圈南局，原來南位的玩家會變成東位，原來西位的玩家會變成南位，餘類推。過莊時，玩家會把圈風器移給下一家，把它放在該局擔任莊家的玩家前方，但不會移動起莊牌（因爲起莊的位置沒有改變）。若沒有任何玩家得勝（即是流局），或者莊家自己勝出了，則要「連莊」（又稱「冧莊」），他會繼續擔任莊家，進行東圈東局的第二戰，各人的門風也不會變，圈風器也不用移位。
如是者，東圈西局、東圈北局都依次完成了，就會進入南圈之戰，再次由東位玩家擔任莊家，展開南圈東局。圈風器再次走到起莊牌的位置，顯示的文字會由「東」變成「南」。順序完成了南圈南局、南圈西局、南圈北局後，則進入西圈，餘此推類。直至北圈北局完結，即完成了四圈對戰後，這才算結束一雀。
以下是一個一雀對戰的例子：
| 圈    | 局       | 圈風 | 玩家1門風  | 玩家2門風  | 玩家3門風  | 玩家4門風  | 該局結果           |
| ----- | -------- | ---- | ---------- | ---------- | ---------- | ---------- | ------------------ |
| 東 圈 | 東局     | 東   | 東（莊家） | 南         | 西         | 北         |                    |
| 東 圈 | 南局     | 東   | 北         | 東（莊家） | 南         | 西         |                    |
| 東 圈 | 西局     | 東   | 西         | 北         | 東（莊家） | 南         |                    |
| 東 圈 | 北局     | 東   | 南         | 西         | 北         | 東（莊家） |                    |
| 南 圈 | 東局     | 南   | 東（莊家） | 南         | 西         | 北         |                    |
| 南 圈 | 南局     | 南   | 北         | 東（莊家） | 南         | 西         |                    |
| 南 圈 | 西局     | 南   | 西         | 北         | 東（莊家） | 南         | 無人得勝（流局）   |
| 南 圈 | 西局連莊 | 南   | 西         | 北         | 東（莊家） | 南         | （門風與上局一樣） |
| 南 圈 | 北局     | 南   | 南         | 西         | 北         | 東（莊家） |                    |
| 西 圈 | 東局     | 西   | 東（莊家） | 南         | 西         | 北         |                    |
| 西 圈 | 南局     | 西   | 北         | 東（莊家） | 南         | 西         |                    |
| 西 圈 | 西局     | 西   | 西         | 北         | 東（莊家） | 南         |                    |
| 西 圈 | 北局     | 西   | 南         | 西         | 北         | 東（莊家） |                    |
| 北 圈 | 東局     | 北   | 東（莊家） | 南         | 西         | 北         |                    |
| 北 圈 | 南局     | 北   | 北         | 東（莊家） | 南         | 西         | 莊家勝出           |
| 北 圈 | 南局連莊 | 北   | 北         | 東（莊家） | 南         | 西         | （門風與上局一樣） |
| 北 圈 | 西局     | 北   | 西         | 北         | 東（莊家） | 南         |                    |
| 北 圈 | 北局     | 北   | 南         | 西         | 北         | 東（莊家） |                    |

## 番數
廣東牌設置的食糊番數最多為四十番，一些在香港麻雀中屬於例牌的牌型也屬此列，如十三幺、字一色等等。
當然，廣東牌沒有「上限番數」：例如玩家食糊「大四喜字一色」，那麼番數就是八十番。
此外，個別玩家會將「雞糊」（無番糊）視為一種番種，因此廣東麻雀中可以沒有零番的存在。關於食糊方式，可參考廣東麻雀食糊列表。關於清章食糊方式，則可參考香港麻雀食糊列表。

## 六獨
六獨為一麻雀術語，指六種於新章麻雀之番種，分別是：平、斷、不、門、缺、將，加上「偏坎獨」實際上有七種番種。

### 平
平即指「平糊」，指糊牌只有順子，無刻子。

### 斷
斷即指「斷幺」，「幺」指「幺九」，即是數字牌「一」和「九」，「斷幺」就是說整副牌裏無任何幺九牌和番子，例：

### 不
不即指「不求人」，即食糊時無上或者碰過牌，靠自摸食糊。

### 門
門即指「門前清」，和不求人不同的地方在於：食糊的牌是靠出衝，非自摸。

### 缺
缺即指「缺一門」（又名缺門），整副牌無箭牌（中、發、白）和風牌（東、南、西、北），而且只有筒、索、萬三門數字牌中的任何兩門，例：

### 
將即指「將眼」，又叫「二五八眼」，即一對眼為筒子、索子或萬子裏的二、五或者八。

### 偏坎獨
偏坎獨，為食糊還欠一張牌，要指定某一隻牌之三個處境(簡單來說就是「叫一飛」)：
偏：即指「偏張」，又名邊張，指食糊時用「一、二」糊「三」，或用「八、九」糊「七」。
坎：即指「坎張」，又名嵌張、中洞、卡窿，例如「二、四」，糊中間的「三」，又或者「六、八」，糊中間的「七」。
獨：即指「獨聽」，又名單吊、單釣，指食糊所需要之牌尚差一對眼（雀頭），例如「單吊伍萬」，「單吊發財」等等。

## 十八番
十八番為一麻雀術語，指新章麻雀於六獨之上，再加上幾種不同之新章番種。

### 全求人
即六獨裏不求人之相反，所有牌皆靠上或碰而得來，最後一隻食糊都靠出衝。

### 一般高
指兩組搭子完全相同，例：

### 五門齊
即指筒、索、萬、風牌（東、南、西、北）箭牌（中、發、白）各有一搭或者成爲眼的牌，例：

### 四歸一
即指筒、索、萬裏，某一組的四張牌分為一組順子和一組刻子，例如：

### 混帶幺九
簡稱「混帶幺」，也稱「全帶幺九」或「全帶幺」。指一副牌裏，每組搭子或者眼，都有一張幺九或番子在內，例如：

### 清帶幺九
簡稱「清帶幺」。指一副牌裏每組搭子或者眼都有一張幺九在內，但不可以有風牌（東、南、西、北）箭牌（中、發、白），例如：

### 一條龍
即指一門三搭入面包括有「一、二、三」、「四、五、六」和「七、八、九」，例如：

### 老少
一門幺九各一搭。假如中間夾住了「四、五、六」，就視爲一條龍，不計老少，例如：

### 三相逢
筒、索、萬三門裏，各有一搭相同，例如：

### 老少碰
同門牌幺九碰出，例如：

### 大七對 ( 兩般高 )
即是有兩組「一般高」，例如：

## 無奇不有
無奇不有為一麻雀術語，指新章麻雀於六獨跟十八番之上，再加幾種不同之新章麻雀番種。無奇不有以難度見稱，所以某些番種甚至不需要四搭一對或者五搭一對食糊，例如「十三不搭」。

### 清四碰
即指十二張落地，全部皆為碰牌。

### 三暗刻
有三副刻子，全靠自己摸回來。

### 小七對
和十八番裏的大七對不同，小七對指獨立之七對牌，別稱七對子，例：

### 太般高
十八番裏「兩般高」再多一組，即是「三般高」，例：

### 滿庭芳（全帶）
手上四個搭子和一對眼都由同一個數字的牌子組成，例如全帶「三」或者全帶「六」。下例裏的組合則全部都帶「四」：

### 三數
即指全部組合都只由三個數字組成，定義上風牌（東、南、西、北）箭牌（中、發、白）都各自當作一個數。好像以下組合，全部只得「一、二、三」此三數組成：

### 二數
三數升級，只用兩個數組成食糊的牌型，好像以下組合只得「二」和風牌組成：

### 四歸三（四歸二）
十八台中的四歸一升級，同一種牌之四張，有兩張在兩搭子，另外兩張在眼。例如下面牌組，四隻二萬分別在三組入面：

### 四歸四
四歸三升級，同一種牌之四張分別在四個搭子裏，如下面牌組，三筒分別在四組入面：

### 全大、全中、全小
即指手上無風牌（東、南、西、北）或者箭牌（中、發、白），而筒、索、萬上面之數字，只能為「七、八、九」（全大）、「四、五、六」（全中）或「一、二、三」（全小）。

### 清龍、花龍、混龍
與十八番中的一條龍差不多，不過較為多「把戲」。其中清一色的叫清龍，跟十八番裏的一條龍一樣。
花龍：由三門牌組成，如：
混龍：由兩門牌組成，如：

### 雙龍會
清龍入面任何一搭相同，叫雙龍會。例如以下組合，清龍裏的「一、二、三」出現過兩次，就稱之為雙龍會：

### 三結義
即三相逢變種，指三組相同數刻之牌，例：

### 自搶自槓
1. 例如某家早已碰出「二、二、二」筒，再手持「三、四」筒和「中、中」，叫二筒、五筒；
2. 當他摸入第四隻二筒，但不馬上宣佈食糊，改為「加槓」；
3. 加槓後，他應詢問有無人搶槓。如果無，他便宣佈「自搶自槓」；
4. 基本來說，自搶自槓1番，自摸1番。

但他仍要承受被搶槓的風險。如先被人搶槓，便不能自搶。如果他不想為多1番去冒險，便應直接宣佈自摸食糊。

### 門前三清
假如你食糊時，其他三家沒有一家是有牌已上了、碰了或槓了出來的，那麼你就可以多得一番門前三清了。

### 十八羅漢
即「槓槓糊」，連同一對眼總共十八張牌，如：

### 步步高
即指清一色每一搭都承接住上一搭數目，如：

### 十三不搭
食糊入面完全無搭，除眼牌外整副食糊十三張牌完全「不搭」，為之十三不搭，如：